# Enkhuizen
Enkhuizen este o comună și o localitate în provincia Olanda de Nord, Țările de Jos. 

## Localități componente
Enkhuizen, Oosterdijk, Westeinde.